# تومي هنتر (لاعب كرة قدم)
تومي هنتر (بالإنجليزية: Tommy Hunter)‏ هو لاعب كرة قدم بريطاني (وحمل سابقاً جنسية المملكة المتحدة لبريطانيا العظمى وأيرلندا) في مركز الهجوم، ولد في 1863 في 1918، وتوفي في 1918. لعب مع وولفرهامبتون واندررز.